# Ryan Rowland-Smith
Ryan Benjamin Rowland-Smith (né le 26 janvier 1983 à Sydney, Australie) est un lanceur gaucher des Ligues majeures de baseball qui est présentement agent libre.
Rowland-Smith est un médaillé d'argent en baseball aux Jeux olympiques d'été de 2004.

## International
Ryan Rowland-Smith fait partie de l'équipe d'Australie aux Jeux olympiques d'Athènes en 2004. Il lance 4 fois en relève durant le tournoi de baseball olympique, maintient une moyenne de points mérités de 1,23 et est crédité de 2 victoires. L'équipe australienne s'incline en finale du tournoi face à Cuba, méritant la médaille d'argent.
Il représente aussi l'Australie à la Classique mondiale de baseball en 2006. Il ne participe pas à la compétition suivante en 2009 mais rejoint à nouveau l'Australie pour la Classique mondiale 2013.

## Ligue majeure de baseball

### Mariners de Seattle

#### Saison 2007
Rowland-Smith fait ses débuts dans les majeures le 22 juin 2007 pour les Mariners de Seattle. Appelé en relève dans une dégelée de 16-1 aux mains des Reds de Cincinnati, le lanceur gaucher retire sur trois prises le premier frappeur qu'il affronte, Ken Griffey Jr., et quitte le match après une manche et un tiers sans accorder de point.

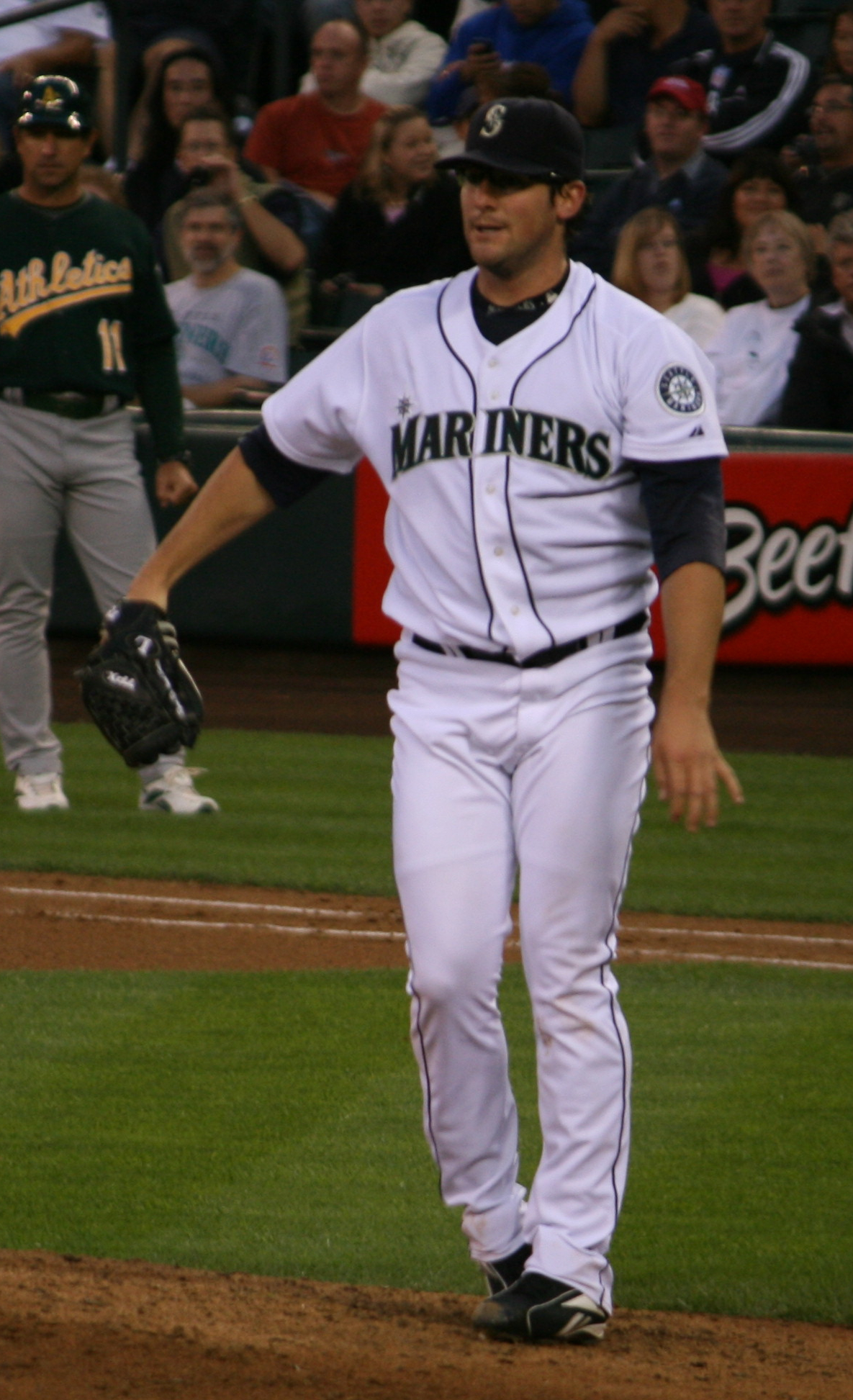
Ryan Rowland-Smith, des Mariners de Seattle, dans un match face aux A's d'Oakland en 2008.

Il remporte sa première victoire dans les grandes ligues le 13 septembre 2007 face aux Rays de Tampa Bay. Il est utilisé 26 fois comme releveur durant la saison 2007, remportant sa seule décision et enregistrant 42 retraits sur des prises en 38,2 manches lancées. Sa moyenne de points mérités s'élève à 3,96.

#### Saison 2008
En 2008, Rowland-Smith obtient sa chance comme lanceur partant. Il fait 47 apparitions au monticule pour Seattle, dont 12 comme partant. Il affiche un dossier de 5-3 avec une moyenne de points mérités de 3,42. En relève, il enregistre 2 sauvetages.

#### Saison 2009
En 2009, Rowland-Smith devient partant à temps plein, recevant la balle pour 15 départs. Le gaucher remporte 5 victoires contre 4 défaites, avec une moyenne de points mérités de 3,74.

#### Saison 2010
Rowland-Smith effectue 20 départs et sept sorties en relève en 2010, ne remportant qu'une seule victoire contre dix défaites avec les Mariners, bons derniers dans la Ligue américaine. Sa moyenne de points mérités s'élève à 6,75. Début décembre, Seattle décide de ne pas lui proposer de nouveau contrat. Le gaucher devient donc agent libre.

### Ligues mineures
Rowland-Smith signe le 10 décembre 2010 une entente d'une saison avec les Astros de Houston. Il n'obtient cependant pas la chance de lancer en ligues majeures pour les Astros et passe en 2011 la première de trois saisons entières dans les ligues mineures. Après avoir évolué pour des clubs-écoles des Astros en 2011, il joue en 2012 pour les Cubs de l'Iowa et en 2013 pour les Red Sox de Pawtucket, clubs-écoles AAA des Cubs de Chicago et des Red Sox de Boston, respectivement.

### Diamondbacks de l'Arizona
Le 16 novembre 2013, Rowland-Smith rejoint les Diamondbacks de l'Arizona. Il gagne un poste de lanceur de relève avec le club et est dans l'effectif envoyé pour le match d'ouverture de la saison, exceptionnellement disputé dans un stade de cricket de Sydney, en Australie. Rowland-Smith participe fin mars 2014 à un match amical entre l'équipe nationale australienne et les Dodgers de Los Angeles, puis fait partie de l'effectif des Diamondbacks qui affronte deux fois ces mêmes Dodgers pour lancer la nouvelle saison, bien qu'il n'entre pas en jeu dans ces deux dernières parties. Le 2 avril 2014, l'athlète de 31 ans joue pour Arizona dans un match face aux Giants de San Francisco, où il est releveur pour une manche. Il s'agit de son premier match joué au niveau majeur depuis le 3 octobre 2010 avec Seattle.  Rowland-Smith ne lancera toutefois que 7 manches et un tiers en 6 apparitions en relève pour les Diamondbacks. Sa moyenne de point mérités s'élève à 4,91 et il est cédé au ballottage. Aucune équipe ne le réclame et il redevient agent libre le 21 avril.